# Kevin McCarthy (homme politique, 1965)
Pour les articles homonymes, voir Kevin McCarthy.
Kevin Owen McCarthy, né le 26 janvier 1965 à Bakersfield (Californie), est un homme politique américain. Membre du Parti républicain, il est président de la Chambre des représentants du 7 janvier au 3 octobre 2023.
De 2007 à 2023, il est représentant de la Californie au Congrès des États-Unis. Il est également majority leader à la Chambre des représentants de 2014 à 2019, majority whip de 2011 à 2014 et minority leader de 2019 à 2023.
Au début de l'année 2023, il est élu président de la Chambre des représentants des États-Unis au quinzième tour de scrutin, une situation inédite depuis 1859 due à l’opposition de membres du Freedom Caucus qui le jugeaient trop modéré. Moins de neuf mois plus tard, il perd son poste à la suite d'une motion de destitution issue du Freedom Caucus : c'est la première fois dans l'histoire de la Chambre des représentants qu'un président est destitué. Son mandat à la présidence est le plus court depuis 1876.

## Biographie

### Origines et études
Kevin Owen McCarthy naît le 26 janvier 1965 à Bakersfield, en Californie. Il est le fils de Roberta Darlene (née Palladino), une femme au foyer, et d'Owen McCarthy, un chef adjoint des pompiers de la ville,,. Il est un résident de quatrième génération du comté de Kern. Son grand-père maternel est un immigrant italien et son grand-père paternel est irlandais. Kevin McCarthy est le premier membre de sa famille proche à appartenir au Parti républicain, ses parents étant membres du Parti démocrate.
En 1984, Kevin McCarthy, alors âgé de 19 ans, monte sa première affaire en vendant des sandwiches à l'arrière du magasin de yaourts de son oncle, sur Stine Road,.
Il fréquente l'université d'État de Californie, à Bakersfield, où il obtient un Bachelor of Science (BSc) en marketing en 1989. Par la suite, il obtient un Master of Business Administration (MBA) en 1994. Pendant ses études, il travaille comme pompier saisonnier pour le service d'incendie du comté de Kern.

### Début de carrière politique
Kevin McCarthy fait partie de l'équipe de Bill Thomas, représentant au Congrès des États-Unis pour le 22e district de Californie, de 1987 à 2002. En 1995, il préside les Young Republicans (en) de Californie. De 1999 à 2001, il préside la Fédération nationale des Young Republicans.
De la fin des années 1990 jusqu'en 2000, il est le directeur du district de Bill Thomas. Il remporte sa première élection en 2000, en tant qu'administrateur du Kern Community College District. Bill Thomas a depuis critiqué Kevin McCarthy dans de nombreuses interviews.
Kevin McCarthy est élu à l'Assemblée de l'État de Californie en 2002 (représentant les comtés de Kern et Kings). Il devient le chef de file du Parti républicain en 2003. Il est élu à la Chambre des représentants le 7 novembre 2006,.

### Représentant des États-Unis

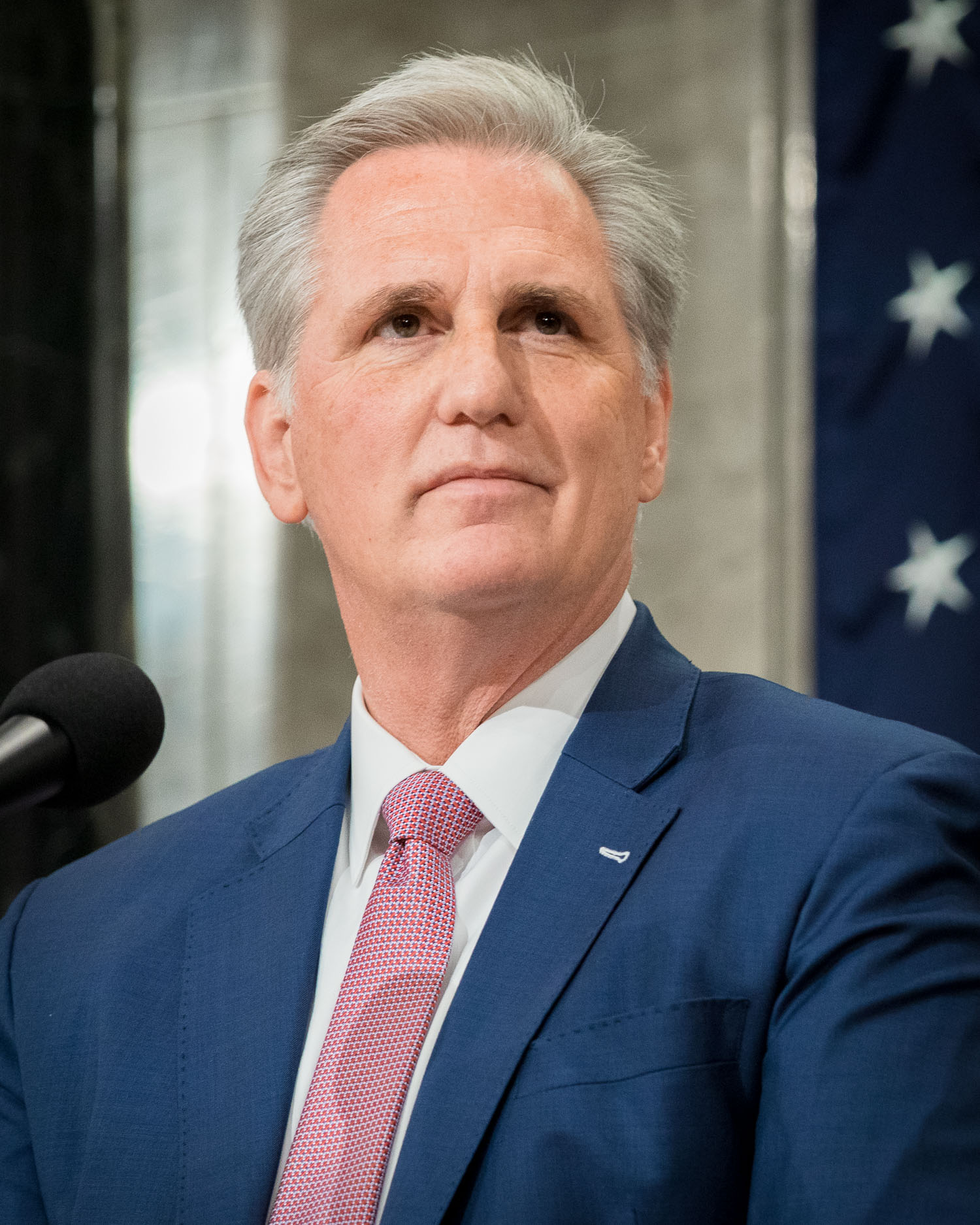
Portrait officiel de Kevin McCarthy en tant que chef de la minorité à la Chambre des représentants (2019).

En 2006, Bill Thomas annonce qu'il ne se représentera pas et soutient la candidature de Kevin McCarthy pour le remplacer. Ce dernier remporte facilement l'élection avec 70 % des voix et devient représentant du 22e district. Il est réélu sans opposition réelle en 2008 et 2010.
En 2010, le Parti républicain redevient majoritaire au Congrès et Kevin McCarthy devient majority whip (chef adjoint de la majorité) et Eric Cantor, ancien chef de la minorité (minority leader), devient chef de la majorité (majority leader). Un redécoupage électoral a lieu en Californie avant l'élection de 2012 et l'ancien 22e district où Kevin McCarthy est élu devient le 23e district. Il est facilement réélu.
Le 31 juillet 2014, Eric Cantor démissionne de son poste de chef de la majorité au congrès après sa défaite lors d'une primaire républicaine contre Dave Brat. Kevin McCarthy est élu au poste d'Eric Cantor par les membres républicains du Congrès en juin face au candidat du Tea Party Raúl Labrador (Idaho) et après l'abandon de Pete Sessions (Texas),. Il prend ses fonctions le 1er août. Steve Scalise, représentant de Louisiane, est élu majority whip en remplacement de Kevin McCarthy,,.
Kevin McCarthy est le majority leader avec le moins d'ancienneté de l'histoire du Congrès (7 ans et 7 mois d'ancienneté), il n'a jusqu'à son arrivée à ce poste présidé aucune sous-commission du Congrès et a défendu 3 propositions de loi dont 2 ont été entérinées,,. Il est réputé pour sa très bonne connaissance des districts électoraux et sa capacité à lever des fonds pour les candidats.
Le 25 septembre 2015, le représentant républicain et président de la Chambre des représentants, John Boehner, annonce sa démission. Il déclare que Kevin McCarthy ferait un excellent speaker. Trois jours plus tard, Kevin McCarthy annonce sa candidature pour remplacer John Boehner. Il la retire le 8 octobre, devant la difficulté de convaincre les représentants du Parti républicain les plus à droite et proches du Tea Party de soutenir sa candidature, après une gaffe devant les journalistes, et devant la rumeur qu'il aurait une relation hors mariage avec la représentante de Caroline du Nord Renee Ellmers,.
Le Parti républicain perd la majorité à la Chambre des représentants lors des élections de novembre 2018 et en janvier 2019, pour la première session du nouveau congrès, Kevin McCarthy devient minority leader.
Il suscite une controverse en août 2021 après avoir blagué sur son envie d’agresser physiquement Nancy Pelosi, la présidente du Parti démocrate de la Chambre des représentants des États-Unis.

#### Assaut du Capitole des États-Unis
Le 12 février 2021, à la veille du verdict du procès en destitution de Donald Trump devant le Sénat, la représentante républicaine Jaime Herrera Beutler déclare que Kevin McCarthy lui avait dit que l'ancien président s'était rangé du côté des émeutiers lors d'un appel téléphonique au moment de l'assaut du Capitole par des partisans de Donald Trump le 6 janvier 2021.
Selon le récit de Jaime Herrera Beutler, Kevin McCarthy aurait appelé Donald Trump frénétiquement le 6 janvier alors que le Capitole des États-Unis était assiégé par des milliers de partisans pro-Trump qui essayaient d'empêcher le Congrès de compter les votes du Collège électoral qui confirmeraient sa défaite.
Dans cet appel téléphonique, Kevin McCarthy aurait demandé à Donald Trump « d'annuler publiquement et avec force l'émeute »,. Donald Trump aurait répondu en disant que c'était le mouvement Antifa, et non ses partisans, qui était responsable. Quand Kevin McCarthy a dit que ce n'était pas vrai, Donald Trump a été cassant : « Eh bien, Kevin, je suppose que ces gens sont plus contrariés par l'élection que toi »,.
Le 18 mai 2021, Kevin McCarthy s'oppose à la constitution d'une commission d'enquête bipartite (en) sur les évènements du 6 janvier au Capitole. Il menace aussi tout représentant du Parti républicain qui participerait à cette commission bipartite de le retirer des commissions auxquelles il siège.

### Président de la Chambre des représentants des États-Unis

#### Élection au quinzième tour de scrutin

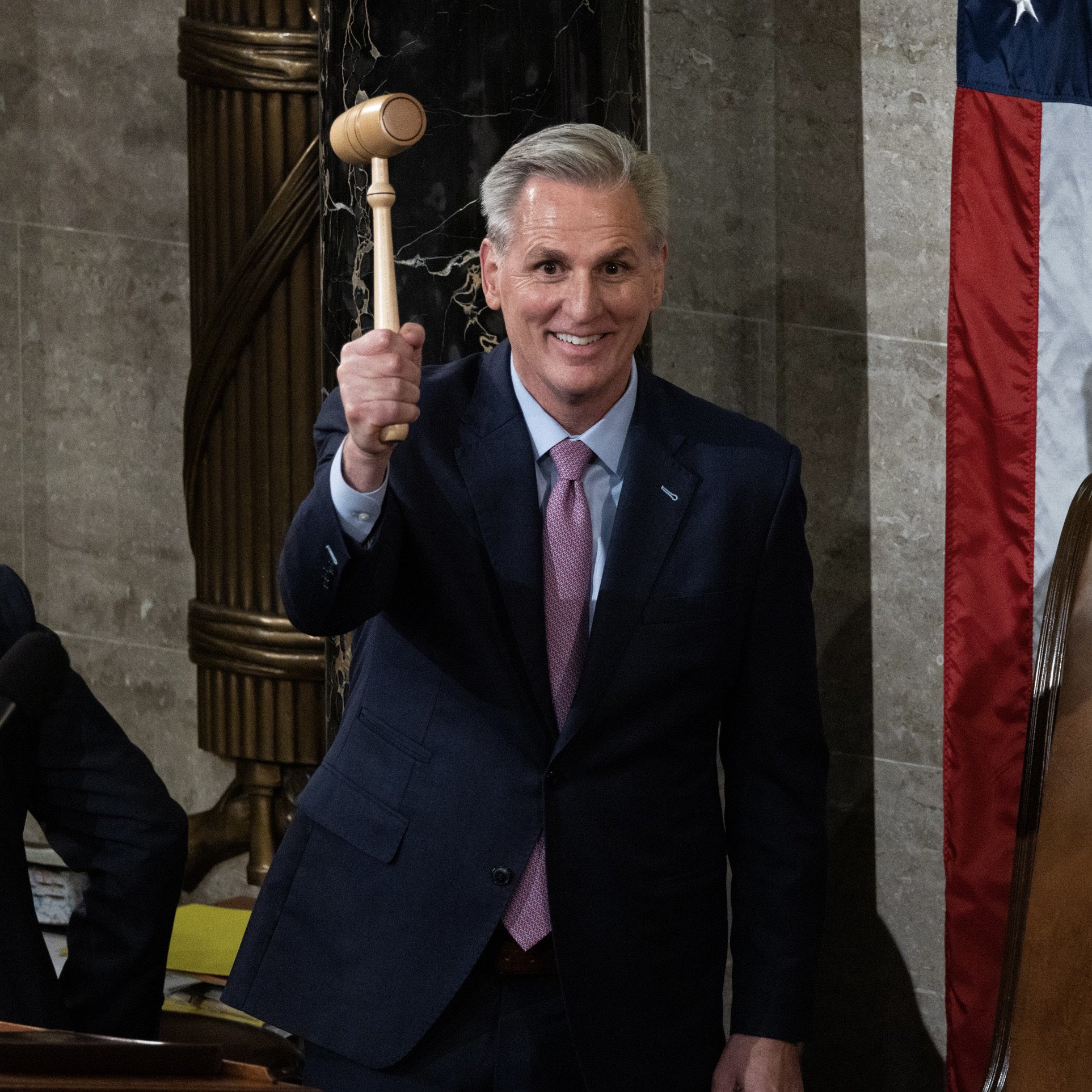
Kevin McCarthy brandissant le marteau après son élection comme président de la Chambre des représentants des États-Unis (2023).

Les membres du Parti républicain reprennent le contrôle du Congrès des États-Unis après les élections de 2022 avec 222 sièges contre 213 pour ceux du Parti démocrate. Kevin McCarthy est candidat pour devenir speaker du 118e congrès, et succéder à la démocrate Nancy Pelosi. Néanmoins, plusieurs représentants républicains, conservateurs et « anti-establishment » formant le Freedom Caucus, jugeant Kevin McCarthy trop modéré et pas assez aligné sur les idées politiques de l'ancien président Donald Trump, annoncent qu'ils voteront contre son élection (en) (Andy Biggs, Matt Gaetz, Ralph Norman, Matt Rosendale, Bob Good et possiblement Mike Collins). Kevin McCarthy obtient néanmoins le soutien de Donald Trump qui de plus demande aux membres du Parti républicain dont il est proche, de ne plus s'opposer à cette candidature,.
Le 3 janvier 2023, en raison de la défection de 19 républicains, il n'obtient que 203 votes en sa faveur au premier tour, et à nouveau 203 votes au second tour sur les 218 nécessaires pour être élu président de la Chambre des représentants des États-Unis, tandis que le candidat démocrate Hakeem Jeffries en obtient 212. C'est la première fois depuis 1923 que le speaker n'est pas élu dès le premier tour de scrutin,. Il échoue à nouveau le lendemain avec 202 votes contre 212 pour Jeffries, et 20 pour le républicain Jim Jordan. Les cinquième et sixième tours de scrutin donnent les mêmes résultats. Le 5 janvier 2021, il n'obtient que 201 votes au septième tour malgré des concessions politiques. Il tombe à 200 voix au neuvième tour, et conserve ce score durant les deux tours suivants. Après avoir vu son score progresser à 213 puis 214 voix durant le 6 janvier 2021, ce n'est que le lendemain qu'il élu président de la Chambre avec 216 voix, au quinzième tour de scrutin,. C'est l'élection qui a demandé le plus de tours de scrutin depuis les 44 tours de l'élection de William Pennington (en) à la présidence de la Chambre pour le 36e congrès en 1859-1860.

#### Exercice du mandat
En mai 2023, il est une des principales figures de la crise du plafond de la dette et négocie avec Joe Biden un accord augmentant le plafond de la dette et prévoyant une réduction des dépenses fédérales.
Le 12 septembre 2023, il annonce l’ouverture d’une enquête d’impeachment contre Joe Biden pour des accusations de corruption, d’abus de pouvoir et d’obstruction liées aux relations financières de Hunter Biden.

#### Motion de censure
Le 3 octobre 2023, après plusieurs mois de friction avec le Freedom Caucus (la marge radicale trumpiste du parti républicain), ces derniers déclenchent une motion de censure contre lui par l'intermédiaire du représentant Matt Gaetz. Ce groupe reproche à McCarthy d'avoir accepté un accord avec les démocrates afin d'éviter un arrêt des activités gouvernementales aux États-Unis (shutdown). McCarthy tente de retarder l'échéance de la présentation de la résolution mais échoue à recueillir suffisamment de votes à cet effet ; la minorité démocrate s'abstenant de voter contre un report de cette motion. Par 216 voix pour contre 210 s'y opposant, il est destitué du poste de Speaker. C'est la première fois qu'un tel vote permet la destitution du Speaker de toute l'histoire de la Chambre des représentants des États-Unis. Son mandat à la présidence est le plus court depuis 1876. Patrick McHenry assure l’intérim jusqu'à l'élection d'un successeur. Peu de temps après le vote, McCarthy annonce qu'il ne tentera pas de briguer de nouveau le poste de président de la Chambre des représentants.
Le 6 décembre 2023, il annonce quitter la Chambre des représentants avant la fin de l'année 2023, en expliquant vouloir servir l'Amérique d'une « autre manière ». Son annonce réduit temporairement la majorité du Parti républicain. Sa démission est effective le 31 décembre 2023.

### Positionnement politique

#### Environnement
Kevin McCarthy défend des positions climatosceptiques. Il est en 2014 l'un des principaux opposants au Clean Power Plan visant à réduire les émissions de gaz à effet de serre des centrales au charbon. Il s'est opposé aux réglementations sur les fuites de méthane des installations de forage de combustibles fossiles, les jugeant « bureaucratiques et inutiles ».
En 2015, lors de l'accord de Paris sur le climat, Kevin McCarthy s'est opposé à la participation des États-Unis aux efforts mondiaux de lutte contre le changement climatique. En 2011, il est l'auteur principal du Wilderness and Roadless Area Release Act, une législation qui retirerait le statut protégé de 60 millions d'acres de terres publiques.

#### Politique étrangère
Kevin McCarthy a reçu des dons de campagne de la part de lobbyistes de l'Arabie saoudite pour le financement de ses campagnes électorales. En juin 2016, il affirme lors d'une réunion avec des élus républicains que Donald Trump est « payé par Vladimir Poutine ».
Il exprime en 2019 son soutien aux manifestations à Hong Kong contre le gouvernement chinois. Le 3 janvier 2020, il applaudit l'assassinat du général iranien Qassem Soleimani. Il se déclare favorable à l'annexion de la Cisjordanie par Israël. Il signe en 2020 une lettre adressée au Premier ministre d'Israël Benyamin Netanyahou réaffirmant « l'alliance inébranlable entre les États-Unis et Israël ».

#### Questions sociales
Il milite pour l'abrogation de la loi sur la protection des patients et les soins abordables, surnommée l'Obamacare.
Face à l’administration Biden, il combat notamment la loi « Build Back Better » (en). La loi, avec un budget de 1,7 mille milliards de dollars, prévoit l’école maternelle pour tous les enfants de 3 et 4 ans, l'amélioration de la couverture maladie et des investissements significatifs pour réduire les émissions de gaz à effet de serre. Kevin McCarthy qualifie la loi d’« arnaque dépensière socialiste ». En novembre 2021, le jour du vote à la Chambre des représentants, Kevin McCarthy parle pendant près de 8 heures et demi pour empêcher le vote. Il établit un nouveau record du discours le plus long à la Chambre des représentants. La loi est approuvée par la Chambre après le discours de Kevin McCarthy.

## Vie privée
Il est marié depuis 1992 avec Judy Wages, avec qui il a deux enfants, un garçon et une fille,.
Il est chrétien baptiste, membre de l’Église baptiste Valley à Bakersfield (Californie) (Convention baptiste du Sud).